# Yang Xinhai
 (septembre 2010).
Si vous disposez d'ouvrages ou d'articles de référence ou si vous connaissez des sites web de qualité traitant du thème abordé ici, merci de compléter l'article en donnant les références utiles à sa vérifiabilité et en les liant à la section « Notes et références ».
Yang Xinhai (chinois : 杨新海) aussi connu comme Wang Ganggang, Yang Zhiya ou Yang Liu' (29 juillet 1968, Zhumadian — 14 février 2004) est un tueur en série chinois.
Il a été exécuté après avoir été convaincu des meurtres de 67 personnes entre 1999 et 2003 ainsi que de plus d'une vingtaine de viols, essentiellement des fermiers et leur famille qu'il tuait à la hache, au marteau ou à la pelle après s'être introduit dans leur demeure de nuit.
Il est exécuté en février 2004, sans avoir exprimé aucun regret pour ses actes : « Quand je tuais ces gens, j'avais le désir de tuer encore. Cela m'inspirait à tuer encore plus. Qu'ils aient ou pas mérité de mourir ne m'intéresse pas. Je n'ai aucune envie de faire partie de cette société. La société ne m'intéresse pas. »